# Achí (Bolívar)
Achí es uno de los 46 municipios del departamento de Bolívar en la región Caribe de Colombia. La cabecera se ubica en la margen izquierda del Río Cauca, cerca a los límites con el Departamento de Sucre, en la llamada Depresión momposina. 
El municipio de Achí limita con el municipio de Magangué al norte; los municipios de Pinillos y Tiquisio al este; Montecristo y San Jacinto del Cauca al sur; y el departamento de Sucre al oeste, con los municipios de Majagual y Guaranda (Sucre). Su economía está basada en la agricultura, la ganadería y la pesca.

## División Político-Administrativa
Además de su Cabecera municipal. Achí tiene bajo su jurisdicción los siguientes Centros poblados:
- Algarrobo
- Bomba
- Boyacá
- Buenavista
- Buenos Aires
- Centro Alegre
- Guacamayo
- Las Tijeras
- Los Nísperos
- Nuevo Oriente
- Paraíso Sincerín
- Payandé
- Playa Alta
- Providencia
- Puerto Isabel
- Puerto Venecia
- Río Nuevo
- Santa Lucia
- Sol y Sombra
- Tacuya Alta
- Tres Cruces

## Historia
Los orígenes de Achí están en el antiguo pueblo de Ojolargo, que se ubicaba donde hoy queda la vereda Mao a 6 km de lo que hoy es Achí. Ojolargo fue fundado el 24 de septiembre de 1770 y en 1779 tenía 471 habitantes aproximadamente. Sin embargo, este pueblo fue de vida efímera, pues, desapareció al huir sus habitantes de una epidemia de Cólera que los azotó en 1814 y se asentaron a orillas del río Cauca dónde había abundancia de achí, un fruto tropical, de ahí su nombre Actual.
En 1815 el alcalde de Majagual, Estanislao Huertas Lorenzana ordena el traslado de los habitantes de Ojolargo al nuevo caserío de Achí, y ya en 1817 se completa la formación del poblado que pasa a ser parte del Cantón de Majagual.
El 6 de marzo de 1869 el pueblo es destruido por un fuerte temblor y años más tardes, reconstruido.
En 1934 Achí se separa del municipio de Majagual, conformándose en nuevo municipio, siendo su primer alcalde el señor Pedro Badrán Constantino. 
De Achi se segregan los municipios de Montecristo (Bolívar) en 1994 y San Jacinto del Cauca en 1997.

## Himno
Autor: Jorge López Alvarino
Audio:
Letra:
CORO
Oh Achi, Achí tierra de amor
Oh Achi Achí tierra de paz.
Encallado en la sierra de San Lucas y regado
Por las aguas del río Cauca (bis)
Oh Achí tierra de valientes
Cuna de guerrero del zenú
Tu forjaste hombres tan ilustres
Que hoy le sirven a la patria y al creador (bis)
Oh Achí recuerdo de una historia
De unas épocas que marcan tu esplendor
Ese río que arrasó con tu pasado
Sin temor por las cosas del Señor (bis)
Hoy esconde en sus aguas tributarias
El Pasado Religioso De Tu Amor
Oh Achí, Achí tierra olvidada
Ubicada en la puerta de la Mojana
En tus campos reverdece los cultivos
Que más tarde van al centro del país
Dependiendo de tu ingenio y fortaleza
Como antorcha que ilumina tu poder
Las riquezas de tus suelos te abastecen
Y enaltecen la nobleza de tu ser (bis).

## Economía
El municipio de Achí sustenta su economía principalmente en las siguientes actividades: la agricultura, la ganadería en pequeña escala, la pesca artesanal y el comercio. Los cultivos más representativos son el ñame, maíz, algodón, plátano, caña de azúcar y arroz. En la ganadería predomina la cría, engorde y levante; igualmente, la siembra de pastos ocupa una parte considerable de su territorio. Es un importante productor de carne para el consumo regional. La pesca se hace de forma artesanal, de tal manera que su comercio se hace de forma directa entre el productor (pescador) y el consumidor final.

## Educación
La educación en la cabecera municipal de Achí, se encuentra centralizado en el sector público con las instituciones que brindan la educación media a la población achiana, entre las cuales se encuentran la Institución Educativa Técnica Agropecuaria Ricardo Castellar Barrios y la Institución Educativa San José, en la zona Urbana.
Dentro de su área rural se encuentra las instituciones educativas de Guacamayo, centro educativo de Río Nuevo, centro educativo Los Nísperos, centro educativo Santa Lucía, institución educativa técnica de Playa Alta e institución educativa técnica Agropecuaria de Puerto Venecia,  estas son las encargadas de brindar la educación a las poblaciones más alejadas del casco urbano así cumpliendo el deber constitucional.

## Estructura organizacional municipal
| Achí         | Achí        | Achí                       |
| Departamento | Código DANE | Categoría municipal (2023) |
| ------------ | ----------- | -------------------------- |
| Bolívar      | 13006       | Sexta                      |

- Personería: Es un centro del Ministerio Público de Colombia que ejerce, vigila y hace control sobre la gestión de las alcaldías y entes descentralizados; velan por la promoción y protección de los derechos humanos; vigilan el debido proceso, la conservación del medio ambiente, el patrimonio público y la prestación eficiente de los servicios públicos, garantizando a la ciudadanía la defensa de sus derechos e intereses.

- Concejo Municipal: Es la suprema autoridad política del municipio. En materia administrativa sus atribuciones son de carácter normativo. También le corresponde vigilar y hacer control político a la administración municipal. Se regulan por los reglamentos internos de la corporación en el marco de la Constitución Política Colombiana (artículo 313) y las leyes, en especial la Ley 136 de 1994 y la Ley 1551 de 2012.

Constituido por 11 concejales por un periodo de 4 años.
- Alcaldía Municipal: En esta se encuentra la administración municipal y las entidades descentralizadas del municipio.

El Alcalde se pronuncia mediante decretos y se desempeña como representante legal, judicial y extrajudicial del municipio. El actual Alcalde municipal es Daimer Guzmán Care (2024-2027), elegido por voto popular.
- JAL.

## Servicios públicos
- Energía Eléctrica: Afinia, del grupo EPM, es la empresa prestadora del servicio de energía eléctrica.
- Gas Natural: Surtigas es la empresa distribuidora y comercializadora de gas natural en el municipio.